# Jaskinia pod Wantą
Die Höhle Jaskinia pod Wantą (deutsch: Höhle unter der Wanta) ist eine Höhle im Tal Dolina Miętusia (Dolina Litworowa) am Berg Litworowy Grzbiet im Massiv der Westtatra (Tatra-Nationalpark) in Polen. Sie ist eine der tiefsten Höhlen in Polen und der Tatra. Man darf sie nur mit der Genehmigung der Nationalparkverwaltung betreten. Sie ist nur teilweise erforscht.

## Geografie
Die Höhle liegt bei Zakopane und Kościelisko, ist 520 Meter lang und hat einen Eingang auf Höhe von 1793 m n.p.m.